# Hamarinn
L'Hamarinn est un volcan d'Islande situé sur le rebord occidental du Vatnajökull et appartenant au système volcanique du Bárðarbunga dont la caldeira principale se situe au nord-est.

## Géographie
L'Hamarinn est situé dans le centre de l'Islande, sur le rebord occidental de la calotte glaciaire du Vatnajökull, entouré au nord par le lobe glaciaire de Köldukvíslarjökull et au sud par celui de Tungnaárjökull. Du sommet s'étirent deux ensembles de fissures volcaniques, celles de Loki et Fögrufjöll orientées respectivement vers le nord-est et vers le sud-ouest. Administrativement, il est situé à l'extrême nord de la municipalité d'Ásahreppur de la région de Suðurland.
Ce stratovolcan culmine à 1 573 mètres d'altitude. De forme allongée orienté nord-sud, il émerge de la calotte glaciaire, notamment sur son flanc occidental qui est libre de glaces.
Il constitue l'un des monuments naturels d'Islande.

## Histoire
L'histoire éruptive de l'Hamarinn est inconnue, notamment la date de sa dernière éruption.